# Термопресс
Термопресс (пресс для термопереноса) — электромеханическое устройство, применяемое для термопереноса изображения на различные материалы: металл, керамика, текстиль, картон, пластик, кожа, композиционные материалы и т. п. Обеспечивают более высокое качество переноса и большую износостойкость рисунка, чем утюги, рабочий процесс занимает меньше времени, чем термоперенос горячим воздухом в печи.
Процесс термопереноса происходит под давлением, создаваемым рабочими поверхностями пресса, с применением нагрева вышеуказанных рабочих поверхностей.
Под действием давления и повышенной температуры изображение, предварительно напечатанное на термотрансферной бумаге, переносится на носитель. Защита от протекания красителя обеспечивается защитным листом бумаги.
Среди параметров термопрессов выделяют способность поддерживать одинаковую температуру по всей поверхности нагревательного элемента, количество спиралей и толщина греющей плиты, контроль температуры и давление пресса и величины переносимого изображения.